# ناحیه کارتساگ
ناحیهٔ کارتساگ (به مجاری: Karcagi járás) یک ناحیه در مجارستان است که در یاس-نادی‌کون-سولنوک واقع شده‌است. ناحیهٔ کارتساگ ۸۵۷٫۲۶ کیلومتر مربع مساحت و ۴۳٬۲۲۶ نفر جمعیت دارد.